# Частота повреждений активной зоны
Частота повреждений активной зоны (CDF, Core damage frequency) — термин, используемый в вероятностной оценке риска (PRA), который указывает вероятность аварии, способной вызвать серьезное повреждение ядерного топлива в активной зоне ядерного реактора .    Аварии с повреждением активной зоны считаются чрезвычайно серьезными, поскольку серьезное повреждение топлива в активной зоне препятствует адекватному отводу тепла или даже безопасному останову, что может привести к расплавлению активной зоны .  Некоторые источники считают повреждение активной зоны и расплавление активной зоны одним и тем же, и в разных отраслях и странах используются разные методы измерения, поэтому основная ценность показателя CDF заключается в управлении риском аварий активной зоны в системе, а не обязательно для предоставления крупномасштабной статистики.
Оценка постоянных или временных изменений на атомной электростанции выполняется для оценки того, соответствуют ли такие изменения критериям риска. Например, вероятность повреждения активной зоны может увеличиться при замене компонента, но вероятность будет еще выше, если этот компонент выйдет из строя из-за того, что он не был заменен. Критерии риска для таких изменений определяют критерии риска, такие как частота повреждения активной зоны и частота больших преждевременных выбросов (LERF).
Анализ рисков позволяет принимать решения о любых изменениях на атомной электростанции в соответствии с законодательством, запасом безопасности и стратегиями эффективности.
В исследовании 2003 г., проведенном по заказу Европейской комиссии, отмечалось, что «частота повреждения активной зоны 5×10−5 [на реактор в год] являются обычным результатом" или, другими словами, одно повреждение активной зоны за 20 000 реакторных лет. В исследовании, проведенном в 2008 году Исследовательским институтом электроэнергетики, оценочная частота повреждения активной зоны для ядерной промышленности США оценивается в 50 000 реакторо-лет, или 2×10−5. 
Если предположить, что в мире используется 500 реакторов, приведенные выше оценки CDF означают, что статистически можно ожидать один инцидент с повреждением активной зоны  каждые 40 лет по оценкам среднего уровня аварийности Европейской комиссии 2003 года, или каждые 100 лет по оценке НИИ электроэнергетики 2008 года.
Согласно отчету Совета по защите национальных ресурсов за 2011 год, во всём мире 582 реактора накопили около 14 400 реакторо-лет коммерческой эксплуатации. Из этих 582 реакторов 11 имели серьезные повреждения активной зоной.  Эти исторические данные приводят к тому, что в период с 1954 по 2011 год средняя частота аварий составляла 1 на каждые 1309 реакторо-лет (7,6×10-4 на реакторный год). В пяти из этих аварий повреждения были настолько незначительными, что реактор был отремонтирован и перезапущен.
Во время землетрясения 2011 года на восточном побережье Японии и вызванного им цунами высотой более 15 м АЭС Фукусима I получила повреждения активной зоны на трех из шести реакторов из-за отказа систем аварийного охлаждения вследствие экстремальных запроектных условий. Оригинальный проект АЭС Фукусима не учитывал возможность возникновения цунами высотой более 3 м.  Эти реакторы были реакторами General Electric BWR-3 и BWR-4 внутри конструкции защитной оболочки Mark I, что является обычным явлением в Соединенных Штатах. Однако все эти типы установок имеют разную конструкцию из-за нормативных требований, индивидуальных предпочтений коммунальных предприятий и местоположения строительства. В 1995 году Sandia National Laboratories подсчитали, что отдельные реакторы BWR-3 и BWR-4 в США имеют частоту повреждения активной зоны от 10-4 до 10-7. 

## Внешние ссылки
- USNRC Glossary
- International Journal of Materials and Structural Reliability